# Kırka, Seyitgazi
Kırka là một thị trấn thuộc huyện Seyitgazi, tỉnh Eskişehir, Thổ Nhĩ Kỳ. Dân số thời điểm năm 2011 là 4.097 người.